# Universität Mzumbe
Die Universität Mzumbe (Mzumbe University) ist eine öffentliche Universität in Mzumbe, Tansania. Im Studienjahr 2016/17 unterrichteten 300 Dozenten 8000 Studenten.

## Lage
Der Hauptcampus der Universität liegt 20 Kilometer südwestlich von Morogoro in Mzumbe (Changarawe). Ein zweiter Campus befindet sich in Daressalam in der Mfaume Street im Stadtteil Upanga.

## Geschichte
Bereits im Jahr 1953 gründete die britische Kolonialverwaltung in Mzumbe eine kommunal orientierte Ausbildungseinrichtung (englisch: Local Government School) für lokale indigene Führungspersönlichkeiten, Mitarbeiter der Native Authority („Eingeborenenbehörde“) und lokal zuständige gewählte Repräsentanten. Nach der staatlichen Unabhängigkeit des Landes im Jahre 1964 wurde die Schule aufgewertet. Nun gab es Ausbildungskurse für künftige Beamte der Zentralregierung, Beamte für ländliche Entwicklung und Richter der örtlichen Gerichte. Diese Einrichtung wurde 1972 mit dem Institute of Public Administration der Universität Daressalam zum Institute of Development Management (IDM-Mzumbe) verbunden. Mit mehr als 50 Jahren Praxis in der beruflichen Ausbildung für den öffentlichen und privaten Sektor entwickelte die Einrichtung ihr Profil auf den Gebieten der Rechtspflege, Unternehmensführung, öffentliche Verwaltung, Rechnungswesen, Finanzverwaltung, Politikwissenschaft und gute Regierungsführung. Das Institut wurde mit dem Mzumbe University Act, No 9 of 2001 und später 2007 durch die Mzumbe University Charter (Hochschulsatzung) auf Basis des Universities Act, No. 7 of 2005 als eigenständige Universität gesetzlich verankert.

## Studienangebote
Die Universität ist in drei Fakultäten gegliedert:
- Rechtswissenschaften[7]
- Naturwissenschaften und Technik[8]
- Sozialwissenschaften[9]

## Dienstleistungen
Die Universität stellt ein Wohnheim und folgende Einrichtungen am Hauptcampus zur Verfügung:
- Medizinische Versorgung: Im Gesundheitszentrum der Universität sind Ärzte und Pfleger beschäftigt, die Studenten, Personal und die benachbarte Gemeinde versorgen.[10]
- Verpflegung: Die Mensa wird von einer privaten Firma geführt. Das Kochen in den Unterkünften ist nicht gestattet.[11]
- Sport: Auf Sportplätzen und in Hallen können folgende Sportarten ausgeübt werden: Fußball, Basketball, Netzball, Tennis, Tischtennis, Volleyball und Badminton.[12]

## Zusammenarbeit
Seit 2009 arbeitet die medizinische Fakultät mit dem Internationalen Roten Kreuz zusammen.

## Rangliste
Von EduRank wird die Universität als 7. in Tansania, als Nummer 235 in Afrika und 7165 weltweit geführt (Stand 2021).